# Julien Brodeau
Pour les articles homonymes, voir Brodeau.
Julien Bodreau, né à Tours vers 1585 et mort à Paris le 19 avril 1653, est un avocat et jurisconsulte français.

## Biographie
Julien Brodeau est le fils de Charles Brodeau, avocat, et d'Anne Le Peletier.
Jurisconsulte et avocat au parlement de Paris, il est l'auteur de plusieurs ouvrages d'histoire du droit. Son Recueil d'aucuns notables arrêts, donnés en la cour de Parlement de Paris, pris des Mémoires de feu M. Maître Georges Loüet fut plusieurs fois réédité. Boileau en a fait mention dans ces vers :
« Dois-je, las d'Apollon, recourir à Barthole ?
Et, feuilletant Louet allongé par Brodeau,
D'une robe à longs plis balayer le barreau ? »
— Nicolas Boileau, Satires, I

## Publications
- Recueil d'aucuns notables arrêts, donnés en la cour de Parlement de Paris, pris des Mémoires de feu M. Maître Georges Loüet, publié par Matthieu Guillemot & Gilles Blaizot, Paris et revu par Julien Brodeau (1626)
- Sommaire des coutumes du Maine, 1636, in-12.
- Commentaire sur la coutume du Maine conférée avec celle d'Anjou et de Paris, 1645, in-fol.
- Vie de Charles Dumoulin, avocat au Parlement de Paris (1654)
- Commentaire sur la coutume de la prévôté de Paris, avec un recueil des arrêts cotés sur chaque titre et article de ladite coutume. Ensemble les coutumes notoires du Châtelet de Paris et les décisions de messire Jean des Mares (2 volumes, 1658)
- Illustrations et remarques sur les coutumes du Maine, revues, corrigées et augmentées de plusieurs décisions, sentences et arrêts (2 volumes, 1658). C'est son meilleur ouvrage. Gilles Ménage, qui ne goûtait pas les ouvrages de cet auteur, disait plaisamment Si Bodreau fait bien, ce n'est pas sa coutume.
- Coutumes générales et locales de la province d'Auvergne, avec les notes de Charles Dumoulin, Toussaint Chauvelin, Julien Bodreau et Jean-Marie Ricard (4 volumes, 1784)

## Source
- « Julien Brodeau », dans Louis-Gabriel Michaud, Biographie universelle ancienne et moderne : histoire par ordre alphabétique de la vie publique et privée de tous les hommes avec la collaboration de plus de 300 savants et littérateurs français ou étrangers, 2e édition, 1843-1865 [détail de l’édition]